# Fannie Bloomfield Zeisler
 (janvier 2013).
Si vous disposez d'ouvrages ou d'articles de référence ou si vous connaissez des sites web de qualité traitant du thème abordé ici, merci de compléter l'article en donnant les références utiles à sa vérifiabilité et en les liant à la section « Notes et références ».
Fannie Bloomfield Zeisler (Bielitz, 16 juillet 1863 - Chicago, 20 août 1927) est une pianiste américaine née dans l'empire d'Autriche.

## Enfance et émigration
Native de la Silésie autrichienne, Fannie Blumenfeld émigre avec sa famille aux États-Unis avec sa famille en 1867. La famille s'installe à Chicago dans l'Illinois où elle prend le nom de Bloomfield.
À l'âge de six ans, n'ayant encore reçu aucune éducation musicale, elle commence jouer du piano sous les instructions de ses premiers professeurs de piano, Bernard Ziehn et Carl Wolfsohn. En 1877, Annette Essipova, en tournée en Amérique, l'entend jouer et la fait devenir élève de Teodor Leszetycki.

## Carrière musicale
Blumenfeld fait ses débuts à onze ans en février 1875. En 1878, elle retourne en Autriche pour étudier à Vienne, toujours avec Leszetycki. Elle retourne à Chicago en 1883.
Elle donne son premier concert à Chicago en avril 1884. En janvier 1885, elle débute à New York.

## Mariage et tournées
Bloomfield épouse l'avocat Sigmund Zeisler en 1885. En 1888, elle retourne à Vienne étudier avec Leschetizky.
Elle donne son dernier concert en février 1925 à Chicago ; elle y interprète Andante Favori de Ludwig van Beethoven et des concertos de Frédéric Chopin et de Robert Schumann. Elle est l'une des grandes virtuoses de son époque au piano.